# Драган, Николай Афонович
Николай Афонович (Афанасьевич) Драган (1924 — 1999) — советский гвардии старший сержант, командир орудия 282-го гвардейского истребительно-противотанкового полка 5-й ударной армии 1-го Белорусского фронта. Полный кавалер ордена Славы.

## Биография
Родился 24 сентября 1924 года в селе Станишовка Киевской области в крестьянской семье.
В 1940 году учился в Киевской школе фабрично-заводского обучения.
С 1941 года призван в ряды РККА, воевал на Юго-Западном, Брянском, Центральном и Белорусском фронтах — был командиром орудийного расчёта 282-го гвардейского истребительно-противотанкового полка 3-й гв ипабр 5-й ударной армии.
25 июля 1944 года старший сержант Н. А. Драган под населёнными пунктами Дидули и Григоровцы  при отражении контратак противника вместе со своими подчинёнными уничтожил восемь огневых точек и взвод гитлеровской пехоты. После выхода из строя орудия ружейно-автоматным огнём бойцы под руководством Н. А. Драгана истребили свыше десяти гитлеровцев, за это 30 июля 1944 года Указом Президиума Верховного Совета СССР Н. А. Драган был награждён  орденом Славы 3-й степени.
25 января 1945 года старший сержант Н. А. Драган со своим расчётом одним из первых преодолел реку Нетце у населённого пункта Черникау в Германии в течение длительного боя обеспечивал огнём наведение переправы и форсирование реки танками. Артиллеристы под руководством Н. А. Драгана вывели из строя шесть пулемётов, два орудийных расчёта и много живой силы. Со 2 по 3 февраля 1945 года у населённого пункта Штраленберг в Германии расчёт Н. А. Драгана участвовал в отражении восьми контратак противника, поразил при этом прямой наводкой два орудия, восемь пулемётных точек и десятки солдат и офицеров гитлеровцев. С 16 по 19 февраля 1945 года южнее города Штаргарда расчётом Н. А. Драгана было уничтожено два танка, семь орудий, два миномёта и свыше десяти пулемётов гитлеровцев. 25 марта 1945 года Указом Президиума Верховного Совета СССР Н. А. Драган был награждён орденом Славы 2-й степени.
15 апреля 1945 года при прорыве обороны на Кюстринском плацдарме близ железнодорожной станции Цехин в Германии, орудийный расчёт старшего сержанта Н. А. Драгана  разбил два станковых пулемёта и истребил более десяти гитлеровских солдат. 20 апреля 1945 года в деревне Клостердорф Н. А. Драган участвовал в отражении четырёх контратак противника. В этом бою был ранен, но продолжал сражаться. Вместе со своими бойцами уничтожил штурмовое орудие, бронетранспортёр, три пулемёта и много солдат противника. 15 мая 1946 года  Указом Президиума Верховного Совета СССР Н. А. Драган был награждён орденом Славы 1-й степени.
В 1945 году окончил 3-месячные офицерские артиллерийские курсы. В 1946 году был демобилизован. Работал газоэлектросварщиком в колхозе Житомирской области.
Умер 5 сентября 1999 года в селе Скураты Житомирской области.

## Награды
- Орден Славы I степени (1946)
- Орден Славы II степени (1945)
- Орден Славы III степени (1944)
- Орден Красного Знамени (1944)
- Орден Отечественной войны I и II степени (1985, 1943)

### Звания
- Почётный гражданин города Малин (2008)